# Callopistria variegata
Callopistria variegata là một loài bướm đêm trong họ Noctuidae.